# Hebramsdorf
Hebramsdorf ist ein Ortsteil der Gemeinde Neufahrn im niederbayerischen Landkreis Landshut. 

## Lage
Das Pfarrdorf Hebramsdorf liegt an der Kleinen Laber etwa vier Kilometer südwestlich von Neufahrn.

## Geschichte
874 übergab der Diakon Engilmar dem Regensburger Bischof Embricho sein Eigentum zu Ettenkofen für ein Lehen des Stifts St. Emmeram zu Heribrantesdorf. 1161 verzichtete Bischof Hartwig II. zugunsten des Abtes Adalbert von St. Emmeram auf seine Besitzung zu Herbrantesdorf. 1181 übertrug Bischof Konrad II. dem Kloster St. Emmeram ein zweites Mal mehrere Güter in Hebramsdorf. Der Ort wird im Steuerbuch von 1464 als Hofmark im Bereich des Gerichtes Kirchberg erwähnt. 1840 gab es in Hebramsdorf 15 Häuser.
Die Gemeinde Hebramsdorf ging aus dem Steuerdistrikt Hebramsdorf hervor und gehörte anfangs zum Landgericht Pfaffenberg in Mallersdorf, dann zum 1838 eingerichteten Landgericht Rottenburg, schließlich zum 1862 gebildeten Bezirksamt Rottenburg an der Laaber, aus dem 1939 der Landkreis Rottenburg an der Laaber hervorging. Am 1. Mai 1978 wurde die Gemeinde Hebramsdorf im Zuge der Gebietsreform in Bayern in die Gemeinde Neufahrn in Niederbayern eingegliedert.

## Sehenswürdigkeiten
- Pfarrkirche St. Johann Baptist. Sie wurde 1730 über älterem Kern erbaut.

## Vereine
- Freiwillige Feuerwehr Hofendorf-Hebramsdorf. Sie konnte 2001 ihr 125-jähriges Gründungsfest feiern.
- KLJB Hebramsdorf-Hofendorf